# 베이신 문화

베이신 문화의 범위

베이신 문화(중국어 정체자: 北辛文化, 병음: bĕixīn wénhuà Beixin culture[*], 기원 전 5,300년경 - 기원 전 4,100년경)은 중국 화북 산둥성의 황하 하류 지역에 있었던 신석기 시대의 문화이다.

## 개요
표식 유적은 1964년에 산둥성 남부, 텅저우 시(당시는 등현)의 베이신 가도에서 중국 사회과학원 고고연구소에 의해 발견된 베이신 유적이다. 이 유적은 다원커우 문화(기원 전 4100년경 - 기원 전 2600년경)의 유적아래에서 발견되었다. 그 일부가 1978년부터 1979년에 걸쳐 발굴되었다.
이 문화의 유적에서는 황갈도(모래가 섞인 흙을 낮은 온도로 구운 도기)나 홍도(치밀한 진흙을 높은 온도로 구운 도기)로 완성된 솥 등의 조리기구가 발견되었고, 일부에서는 보다 더 높은 온도로 구운 회도나 흑도도 출토되었다. 돌도끼나 돌낫 등을 이용한 마제석기나 타제석기, 골각기 등도 발견되었다.
이 문화의 연구 결과 당시는 채집이나 수렵 외에, 잡곡을 재배하는 원시적인 농업이나, 돼지나 소 등의 사육이 행해지고 있었던 것을 알 수 있다.

## 같이 보기
- 중국의 신석기 문화 목록
- 황하 문명
- 다원커우 문화